# Alec Brown
Alexander Edward „Alec“ Brown (* 27. Mai 1908 in London; † 3. September 1995 in Plymouth) war ein englischer Snookerspieler, der zwischen Mitte der 1930er und der Mitte der 1950er zur Weltspitze gehörte. Er gewann drei professionelle Turniere und stand vier Mal im Halbfinale der Snookerweltmeisterschaft.

## Karriere
Brown wurde 1908 als Sohn des professionellen English-Billiards-Spieler Alexander Brown in London geboren. 1935 wurde er professioneller Snookerspieler. Bei seiner ersten Teilnahme an der Snookerweltmeisterschaft im Rahmen der Ausgabe 1936 kam er mit einem Sieg über Conrad Stanbury direkt ins Halbfinale, wo er aber gegen Joe Davis verlor, den führenden Spieler jener Zeit. Bis zur Unterbrechung des Profisnookers während des Zweiten Weltkriegs war Brown jedes Jahr in den Top 8 der Weltmeisterschaft vertreten. Mit einem Sieg über Horace Lindrum zog er bei der Ausgabe 1939 erneut in ein Halbfinale ein. Daneben gewann er zwei Mal den Daily Mail Gold Cup, ein als Jeder-gegen-jeden-Turnier ausgetragenes Einladungsturnier.
Bekanntheit erlangte er durch ein Spiel gegen Tom Newman 1938 beim Daily Mail Gold Cup, als er mit einem kleinen Stab aus Ebenholz ein schwieriges Bild auf dem Tisch lösen wollte. Am Ende des Stabs hatte er die Klemme eines Füllfederhalters (englisch: Fountain Pen) angebracht, an dessen Spitze wiederum eine kleine Lederplatte war. So wollte er einen Queue (englisch: cue) imitieren; mit einem richtigen Queue wäre der Stoß ungleich schwerer gewesen. Ausdrücklich war so etwas zu diesem Zeitpunkt in den Regeln nicht verboten, doch der Schiedsrichter der Partie, Charles Chambers, entschied auf Foul, da der Kniff gegen den „Geist der Regeln“ verstoßen habe. Wenig später nahm der Weltverband eine Mindestlänge für Queues in sein Regelwerk auf. Brown wurde fortan als „Fountain Pen Cue Man“ genannt. Bei der zweiten Ausgabe, die er gewann, spielte Brown mit einem 126er auch ein Century Break. Es war das einzige Break mit dreistelliger Punktzahl in seiner Karriere. Nachdem der Krieg zu Ende war, kehrte 1946 das professionelle Snooker zurück. Brown gehörte wieder zu den regelmäßigen Teilnehmern der Weltmeisterschaft, weitere Partiesiege waren ihm aber zunächst nicht vergönnt.
Auch Einladungen zu den wichtigen anderen Profiturnieren blieben aus. Deshalb verdiente Brown sein Geld in dieser Zeit mit Exhibitions, also Schauspielen, die er gegen andere Profispieler oder Amateure im ganzen Land austrug. Erst 1950 wurde er doch noch zu einem Einladungsturnier eingeladen, zum News of the World Tournament, wo er aber in der Qualifikation ausschied. Erst ein Jahr später überstand er bei dem Turnier die Qualifikation und gewann anschließend auch das Hauptturnier. Dabei bekam er in jedem Frame einige Punkte zu Beginn gutgeschrieben, die genaue Anzahl variierte von Gegner zu Gegner. Solche Handicaps waren damals im Snooker noch üblich, um die Spiele gerechter zu machen. Danach gehörte er zu den üblichen Gästen des Turnieres. Auch nahm er weiterhin an der Weltmeisterschaft teil. Bei der Ausgabe 1952 gewann er gegen Rex Williams zum ersten Mal seit 1939 ein Spiel, schied aber anschließend in der zweiten Runde gegen Albert Brown aus. Mit Albert Brown besteht trotz des identischen Nachnamens kein bekanntes Verwandtschaftsverhältnis. Bei der Ausgabe 1954 besiegte er John Barrie und stand damit zum dritten Mal im WM-Halbfinale, unterlag dort aber Walter Donaldson. 1955 entwickelte sich bei Brown eine Arthrose, die sich in seinen Armen und Schultern wie auch in den Beinen bemerkbar machte. Obwohl er bereits Symptome verspürte, nahm er noch an der Snookerweltmeisterschaft 1955 teil, bei der er direkt für das Halbfinale gesetzt war. Gegen den aufstrebenden John Pulman führte er am Ende des ersten Tages, doch am zweiten Tag verschlimmerten sich Browns Symptome und er verlor das Spiel. Anschließend beendete er seine Karriere.
Zwischenzeitlich, im Jahr 1949, hatte er in der Londoner Caxton Hall Maureen Cross geheiratet, eine Mitarbeitern des Billiards Association and Control Club. Mehrere Zeitungen berichteten von der Hochzeit, sprachen aber teils fälschlicherweise von Horace Lindrum als Bräutigam. Nach seinem Karriereende arbeitete er als flugzeugelektronischer Mechaniker bei Rotax. Als Pensionär tat er sich als Fan des englischen Talentes Jimmy White hervor. Am 3. September 1995 starb er im Alter von 87 Jahre in Plymouth.

## Erfolge
| Ausgang       | Jahr    | Turnier                      | Finalgegner  | Ergebnis     |              |
| ------------- | ------- | ---------------------------- | ------------ | ------------ | ------------ |
| Profiturniere |         |                              |              |              |              |
| Sieger        | 1938/39 | Daily Mail Gold Cup          | Gruppenphase | Gruppenphase | Gruppenphase |
| Sieger        | 1939/40 | Daily Mail Gold Cup          | Gruppenphase | Gruppenphase | Gruppenphase |
| Sieger        | 1950/51 | News of the World Tournament | Gruppenphase | Gruppenphase | Gruppenphase |